# Бешалма
Бешалма (на румънски: Beșalma) е село в автономния район Гагаузия в Южна Молдова. Населението му е около 4780 души.
Разположено е на 64 m надморска височина в Черноморската низина, на 25 km западно от границата с Украйна и на 14 km южно от град Комрат. Селото е основано през 1791 година от гагаузки преселници от Балканите. Според Константин Иречек, селото е основано от български колонисти в Бесарабия.